# Weickenreuth
Weickenreuth ist ein Gemeindeteil des Marktes Stammbach im Landkreis Hof (Oberfranken, Bayern). Weickenreuth liegt in der Gemarkung Förstenreuth.

## Geografie
Das Dorf liegt in Hanglage zum Bugberg und der Mühlhöhe im Osten, gegen Westen fällt das Gelände ins Tal des Großen Koserbachs ab. Am nördlichen Ortsrand steht eine Friedenseiche, die als Naturdenkmal ausgezeichnet ist. Eine Gemeindeverbindungsstraße führt nach Kosermühle (0,6 km nordwestlich) bzw. an der Höhlmühle zur Kreisstraße HO 35 (2,0 km östlich). Weitere Gemeindeverbindungsstraßen führen nach Untersauerhof zur Bundesstraße 289 (2,2 km nordöstlich) und nach Förstenreuth zur HO 35 (1,9 km östlich).

## Geschichte
Zur Realgemeinde Weickennreuth gehörten Höhlmühle und Kropfmühle. Gegen Ende des 18. Jahrhunderts bestand Weickenreuth aus 20 Anwesen (4 Höfe, 11 Halbhöfe, 1 Zweidrittelhof, 1 Viertelhof, 1 Sechstelhof, 2 Tropfhäuser). Die Hochgerichtsbarkeit sowie die Dorf- und Gemeindeherrschaft stand dem bayreuthischen Vogteiamt Stammbach zu. Das bayreuthische Stiftskastenamt Himmelkron war Grundherr sämtlicher Anwesen.
Von 1797 bis 1810 unterstand Weickenreuth dem Justiz- und Kammeramt Gefrees. Infolge des Ersten Gemeindeedikts wurde Weickenreuth dem 1812 gebildeten Steuerdistrikt Stammbach und der zugleich entstandenen Ruralgemeinde Stammbach zugewiesen. 1840 erfolgte die Umgemeindung in die neu gebildete Ruralgemeinde Förstenreuth. Im Zuge der Gebietsreform in Bayern wurde Weickenreuth am 1. Juli 1972 nach Stammbach eingemeindet.
Bis 1964 hatte Weickeneuth eine eigene Schule. Das letzte Schulhaus wurde in den 1870er Jahren erbaut und verfügte über eine Lehrerwohnung im Erdgeschoss und ein Klassenzimmer im Obergeschoss. Später wurde das Haus als Wohnhaus umgebaut.
Der Ort war 1993 Sieger im Bundeswettbewerb Unser Dorf hat Zukunft. Zu den Maßnahmen zählte das Pflanzen zahlreicher Büsche und Bäume, insbesondere bei der Kropfmühle. Mehrere Garagen erhielten ein Satteldach. Auch Besucher der Landesgartenschau Hof 1994 erhielten Gelegenheit im Rahmen der Schau das Dorf zu besichtigen.

### Ehemalige Baudenkmäler
Aktuell stehen aber keine Objekte unter Denkmalschutz. Von bergbaulichem und historischem Interesse sind Hinweise auf eine Brunnenstube mit Kanat.
- Haus Nr. 1: Zweigeschossiger Wohnstallbau mit Satteldach, der Scheitelstein der Haustür bezeichnet „1842“.[8]
- Haus Nr. 11: Zweigeschossiger Wohnstallbau mit Halbwalmdach, über der Haustür Inschrift, nach der das Haus 1780 erbaut wurde. Erdgeschoss aus Granitquadern, Obergeschoss aus Sandsteinquadern, Ecklisenen und Gurtband, Fenster- und Türrahmungen profiliert und geohrt.[8]
- Haus Nr. 12: Eingeschossiger Wohnstallbau mit Satteldach, Stallteil erneuert. Die Rahmung der Wohnungstür profiliert, der Scheitelstein bezeichnet „1790“. Eckquaderung, Giebel zum Teil verschalt.[8]
- Haus Nr. 21: Eingeschossiger Wohnstallbau mit strohgedecktem Satteldach, der Scheitelstein der Wohnungstür bezeichnet „1818“. Das aus einem Stein gehauene Hundeloch erhalten.[8]

### Einwohnerentwicklung
| Jahr      | 001812 | 001819 | 001861 | 001871 | 001885 | 001900 | 001925 | 001950 | 001961 | 001970 | 001987 | 002020 |
| Einwohner | 142    | *150   | 174    | 176    | 156    | 136    | 127    | 168    | 108    | 109    | 104    | 102    |
| Häuser    | 22     |        |        |        | 24     | 24     | 23     | 23     | 24     |        | 25     |        |
| Quelle    | [ 6 ]  | [ 10 ] | [ 11 ] | [ 12 ] | [ 13 ] | [ 14 ] | [ 15 ] | [ 16 ] | [ 17 ] | [ 18 ] | [ 19 ] | [ 1 ]  |

## Religion
Weickenreuth ist nach St. Maria (Stammbach) gepfarrt und seit der Reformation evangelisch-lutherisch geprägt.